# Мартинес, Алонсо
Адриан Алонсо Мартинес Баптиста (исп. Adrian Alonso Martínez Batista; род. 15 октября 1998, Пунтаренас, Коста-Рика) — коста-риканский футболист, нападающий клуба «Нью-Йорк Сити».

## Карьера
С 18 лет выступал за один за один ведущих коста-риканских клубов — «Алахуэленсе». Вместе с ним Мартинес становился чемпионом страны. Выступал за молодёжную и олимпийскую сборную Коста-Рики. В главную национальную команду страны впервые был вызван в мае 2021 года на решающие матчи Лиги наций КОНКАКАФ. Дебютировал за «тикос» 3 июня 2021 года в поединке против Мексики (0:0, 4:5 по пенальти). Был включён в состав сборной на Золотой кубок КОНКАКАФ 2021.
18 августа 2021 года Мартинес перешёл в бельгийский клуб «Ломмел», подписав пятилетний контракт, но остался в аренде в «Алахуэленсе» до конца года.
4 августа 2023 года Мартинес перешёл в клуб МЛС «Нью-Йорк Сити», подписав контракт до конца сезона 2025 с опциями продления на сезоны 2026 и 2027. В высшей лиге США дебютировал 26 августа в матче против «Цинциннати», заменив Брайана Куфре на 84-й минуте.

## Достижения
«Алахуэленсе»
- Чемпион Коста-Рики: апертура 2020
- Победитель Лиги КОНКАКАФ: 2020